# Zeno Vancea
Zeno Octavian Vancea (Boksánbánya, 1900. október 8. – Bukarest, 1990. január 15.) román zeneszerző, zenetudós, zenekritikus, karvezető, zongorista és romántanár.
Tanulmányait Lugoson kezdte Ion Vidu és Iosif Willer tanítványaként, Kolozsváron Gheorghe Dimánál és Augustin Benánál tanult, majd Bécsben a Neues Wiener Konservatoriumban (1921–1926, 1930–1931) Ernest Kanitz tanítványa, akinél ellenpontot és zeneszerzést tanult. Később csatlakozott az atonalizmus és a második bécsi iskola elveihez (Arnold Schönberg, Anton Webern és Alban Berg), melyek szelektíven megtalálhatóak a műveiben, anélkül, hogy lemondott volna a román iskola hagyományairól. Bécsben a bécsi ortodox székesegyház karnagya volt. 
Ellenpontot és zenetörténetet tanított a marosvásárhelyi (1935–1940, 1945–1948) és a temesvári (1940–1945) konzervatóriumban. 
Ezután főigazgatóként vezette a bukaresti művészeti oktatást (1949–1950), a Ciprian Porumbescu Konzervatórium professzora volt (1952–1968), titkára (1949–1953), majd alelnöke a Romániai Zeneszerzők és Muzikológusok Szövetségének (1953–1977), majd a Muzica folyóiratnál (1953–1964) dolgozott, amelynek főszerkesztője volt 1957–1964 között. 
A bécsi egyetem Herder-díjasa (1974).

## Zenei művei
Számos zenetudományi tanulmányt írt, valamint két fontos kötetet a 19–20. századi román zene történetéről. 
- Bánsági rapszódia no. 1 (1926) és no. 2 (1928)
- Két néptánc zenekarra (1931)
- Prikulics (balettszvit, 1931)
- Bevezetés. Intermezzo. Induló (triptichon, 1958)
- Öt darab vonószenekarra (1964)
- Sinfonietta no. 2 (1967)
- Szimfonikus prológus (1974)
- Szonáta orgonára és vonószenekarra (1976)

filmzene
- Az élet nem bocsát meg (1958)

fúvószenekari művek
- Katonai rapszódia (1958)

egyházi kórusművek
- 127. zsoltár (1927)
- Liturgia vegyes karra bánsági egyházi dallamokkal (1928)
- 2. liturgia erdélyi egyházi dallamokkal (1938)

## Írások
- Muzica bisericească corală la români (Román egyházi kóruszene), amelyet a Mentor Kiadó (Moravetz) nyomtatott ki Temesváron (1944)
- Istoria muzicii universale și românești (Az egyetemes és a román zene története (1938)
- George Enescu (1964)
- Studii și eseuri (Tanulmányok és esszék) (1953–1964)
- Creația muzicală românească în secolele XIX-XX (A román zenei alkotás a 19–20. században), két kötet (I.: 1968, II.: 1979)
- Studii și eseuri muzicale (Zenei tanulmányok és esszék), Editura Muzicală, Bukarest, 1974.

## Díjak és kitüntetések
- George Enescu zeneszerzőverseny – dicséret (1934)
- George Enescu zeneszerzőverseny – harmadik díj (1936)
- George Enescu zeneszerzőverseny – második díj (1937, 1938)
- George Enescu zeneszerzőverseny – első díj (1943)
- Állami Díj (1954)
- A Zeneszerzők Szövetségének alkotói díja (1968, 1975, 1977)
- A Bécsi Egyetem Gottfried von Herder nemzetközi díja (1974)
- A berlini Művészeti Akadémia levelező tagja (1975)

A Bocșa városi kulturális napokon (2007. november 6–11.) a Herder-díjas Zeno Vancea zeneszerzőt post mortem kinevezték Bocșa város díszpolgárává.

## Fordítás
- Ez a szócikk részben vagy egészben  a   Zeno Vancea című román Wikipédia-szócikk ezen változatának fordításán alapul.  Az eredeti cikk szerkesztőit annak laptörténete sorolja fel. Ez a jelzés csupán a megfogalmazás eredetét és a szerzői jogokat jelzi, nem szolgál a cikkben szereplő információk forrásmegjelöléseként.